# Новосіченський ретраншемент
Новосіченський ретраншемент — військове укріплення (ретраншемент), збудоване керівництвом Російської імперії у 1735 році поблизу відновленої Запорозької Січі з метою її контролю.

## Створення
Незабаром після відновлення Січі за розпорядженням царського уряду у 1735 році напроти неї було збудовано Новосіченський ретраншамент, будівництво якого було аргументовано охороною Січі від кримських татар під час війни з Туреччиною.
Цей гарнізон було збудовано для нагляду над запорожцями, яким російський уряд ще не довіряв.
Укріплення було побудоване за 2 км від Нової Січі, мало два напівбастіони та постійну залогу.
Наступну оцінку цьому спорудженню дав І. Георгі, який писав, що ретраншамент звели для «удержания казаков в надлежащем порядке и исполнения предписаний от правительства верховного». Його комендант призначався київським генерал-губернатором і йому ж був підзвітний. В інструкції, якою він керувався у своїй діяльності, зазначалося, що він повинен пильно стежити за діями козаків, нагадувати кошовому з товариством про «незаконність» того чи іншого вчинку, відмічати в журналах, що велися при Новосіченському ретраншаменті та на Микитинському перевозі, усіх, хто прибував на Січ, перешкоджати втечам на Запорожжя та повідомляти уряд про все, що відбувалося на Запорожжі.
Таким чином, московська влада не тільки пильно стежила за Запорозькою Січчю, але й вела активну політику обмеження впливу Січі, одночасно намагаючись використовувати козацтво у боротьбі проти Туреччини.

## Ставлення запорожців
Московські солдати на військовій території дуже непокоїли козацьке товариство. Особливо їх дратував Новосіченський ретраншемент, у них перед очима біля Січі. Взагалі запорожці вважали російських солдат гіршими від татар.
У 1768 р. під час так званого «бунту сіроми» у ретраншементі укрилися кошовий отаман Петро Калнишевський та козацька старшина. Наступного дня гарнізон ретраншементу увірвався на січ та жорстко придушив повстання.

## Коменданти
- 1756 р. — секунд-майор Федцов[4]
- 1760 р. — Григорій Міжуєв[5]
- 1764 р. — капітан Машанов[4]
- 1768 р. — секунд-майор Лаврентій Мікульшин[6]